# Intervención rusa en Siria
La intervención rusa en Siria (Военная операция России в Сирии en ruso) o guerra contra Rusia por parte de las fuerzas sirias de oposición, fueron una serie de operaciones militares aéreas en territorio de la Siria baazista efectuadas por las Fuerzas Armadas Rusas desde el 30 de septiembre de 2015, interviniendo así directamente en la guerra civil siria. Dicha intervención respondía a solicitudes por parte del presidente sirio Bashar Al-Asad para socorrer el esfuerzo bélico de su gobierno en el conflicto, puesto que diversos países, como EE. UU., Turquía y Arabia Saudita habían financiado a la mayoría de los grupos armados. El presidente ruso Vladímir Putin había conseguido horas antes de los primeros bombardeos la autorización unánime del Consejo de la Federación rusa para el uso de tropas de ese país en territorio sirio.
Esta acción militar marca la primera vez desde el final de la Guerra Fría en que elementos militares de Rusia participan en un conflicto armado fuera del territorio de la antigua Unión Soviética. Ya antes del 30 de septiembre, los rusos habían estado reuniendo equipo militar en su base naval en las ciudades sirias de Tartús y Latakia, además de haber acordado con los gobiernos de Irán e Irak la creación de una central de inteligencia compartida entre estos países, Rusia y Siria situada en la capital iraquí de Bagdad. El objetivo primario de Rusia es ayudar a sostener el gobierno aliado sirio de Bashar Al-Asad contra la oposición de diversos grupos armados, entre los que se encuentra el Estado Islámico, la Coalición Nacional Siria, el Frente Al-Nusra (considerado la rama en Siria de Al-Qaeda) y las fuerzas del Kurdistán sirio, entre muchos otros. Hasta el 9 de noviembre de 2015, un mes después de iniciar las operaciones, Rusia había efectuado 1391 vuelos de combate como parte de la campaña, la cual apoyaba los movimientos terrestres de las Fuerzas Armadas de Siria. Además de las incursiones aéreas, las actividades militares rusas incluían el uso de misiles lanzados desde su Flotilla del Mar Caspio.
En diciembre de 2015 Rusia entró oficialmente en la Guerra Civil Siria y contra Estado Islámico. El 14 de marzo de 2016, Putin, presidente de Rusia, anunció oficialmente el inicio de la retirada de las tropas de Rusia en Siria al dar por cumplida su misión antiterrorista, pero dijo que “Rusia mantendrá su presencia en el puerto sirio de Tartus y en el aeródromo Hmeymim”.
Desde el comienzo de la participación rusa, pasando por la retirada gradual y permanencia actual de Rusia en la guerra, han muerto 126 soldados rusos en Siria, contando los 39 soldados rusos que viajaban en el accidentado Antonov An-26 en Siria y contando, aunque fuera de Siria pero como parte de la misión, 8 soldados murieron (de las 92 personas que viajaban, la cual fallecieron todas) un avión Tu-154 con destino a Siria se estrelló en el Mar Negro; el 17 de septiembre de 2018 un avión ruso de reconocimiento Ilyushin Il-20 fue derribado por las defensas antiaéreas sirias por error mientras aviones de la aviación israelí atacaba la localidad de Latakia, muriendo en el acto 15 soldados rusos. Estos tres accidentes de aviación militar junto con las demás bajas hace un total de 134 soldados rusos muertos en la misión en Siria y contra el ISIS. Según el Ministerio de Defensa de Rusia, 116 soldados rusos han muerto en la guerra en Siria.
Después de que el 6 de diciembre de 2017 Rusia anunciara que todos los territorios controlados antes por los terroristas de Daesh en Siria fueron liberados, Vladímir Putin, ordenó un recorte del contingente ruso emplazado en el país árabe.
Desde el principio de su participación en la guerra en septiembre de 2015, Rusia anunció que envió más de 63.000 militares a Siria, además señaló que la Fuerza Aérea Rusa realizó más de 39.000 incursiones, en las que abatieron a más de 86.000 insurgentes y destruyeron 121.466 objetivos terroristas.
En diciembre de 2024, las fuerzas rusas retiran sus fuerzas tras la ofensiva de las fuerzas de oposición sirias.

## Antecedentes históricos
En 1944, Siria y la Unión Soviética inauguraron relaciones diplomáticas que se estrecharían en 1963 al triunfar una revolución de corte socialista en el gobierno sirio. Hafez al-Asad, padre y antecesor de Bashar al-Asad como presidente de Siria, había además recibido educación y adiestramiento militar en la Unión Soviética en su juventud. Siria sirvió así durante la Guerra Fría como uno de los contrapesos soviéticos para contrarrestar la influencia de los Estados Unidos en Oriente Medio.
En la década de los noventa, Rusia heredó el papel que la Unión Soviética jugaba en la región, si bien la relación con Siria, aunque nominalmente la misma, perdió importancia para ambos socios en vista del declive económico y militar ruso en esa época. Sin embargo, al finalizar la década, Rusia había reanudado la venta de armas a Siria, además de establecerse a partir del primer periodo de gobierno de Vladímir Putin la firma de varios acuerdos de cooperación comercial y científica y realizarse un nuevo acercamiento en las relaciones diplomáticas de ambas naciones. Como resultado, Siria se convirtió en un importante cliente de tecnología y armamento ruso, con una estimación de más de 4000 millones de dólares en compra de armas. Rusia tiene asimismo en el puerto sirio de Tartús la única base naval rusa en Oriente Próximo, que le da a Rusia una posición estratégica en el mar Mediterráneo y cuya seguridad es de gran importancia para el país.

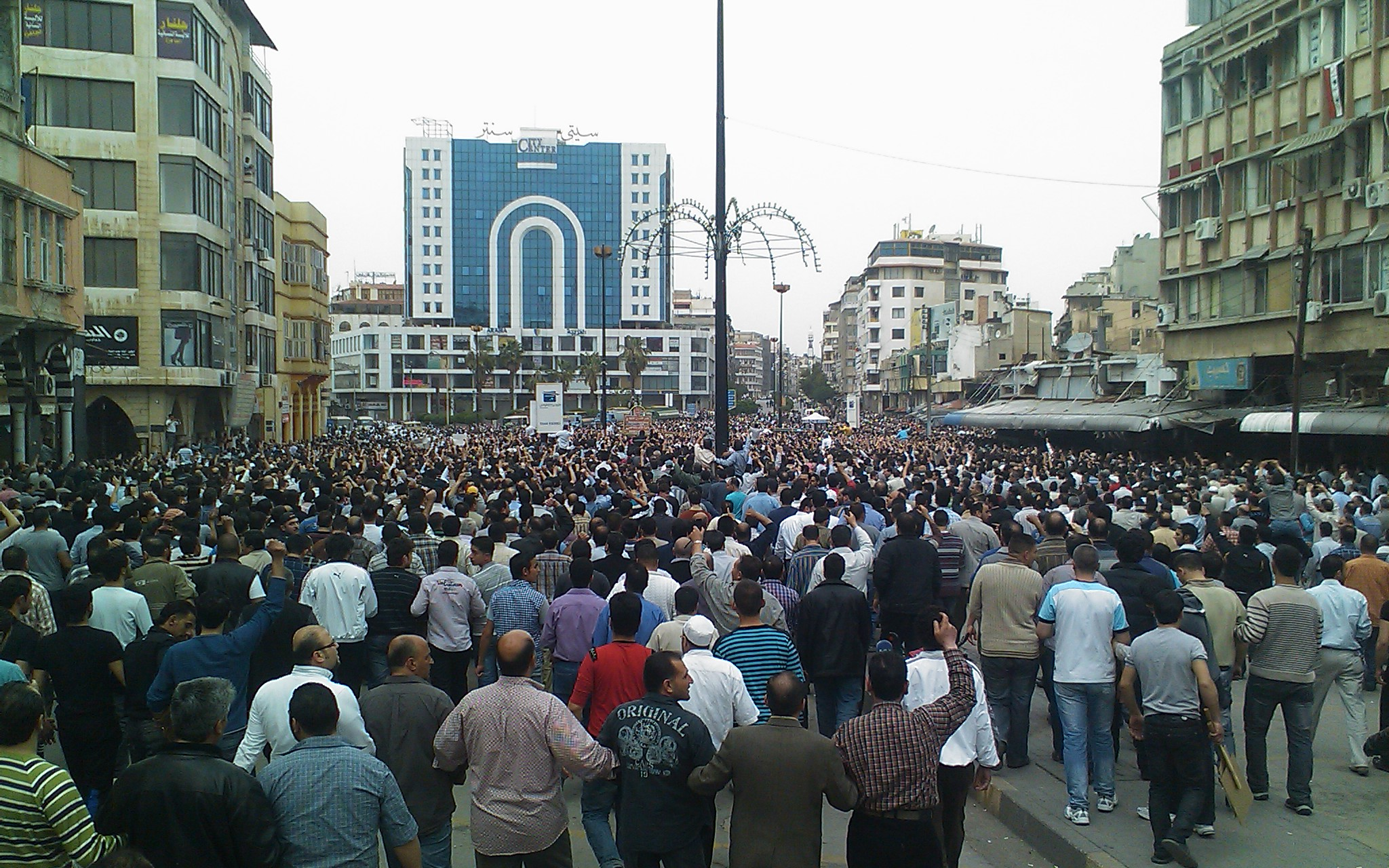
Manifestación popular en Homs contra el gobierno de al-Asad, en abril de 2011

Por otra parte, desde principios del año 2011, comenzaron en Siria varias manifestaciones callejeras inspiradas en la llamada Primavera Árabe que desestabilizó a varios gobiernos árabes desde el Norte de África hasta Oriente Medio. Rápidamente la situación siria degeneró en violencia convirtiéndose en una guerra civil que se cobró la vida de miles de personas al organizarse distintas facciones rivales opuestas entre sí y al gobierno, compuestas, dependiendo de sus objetivos e inspiración, por disidentes políticos, desertores del ejército y miembros del Estado Islámico.
A lo largo de la guerra civil en Siria, el gobierno de Al-Asad ha sido objeto de diversas sanciones internacionales, siendo Rusia un aliado vital, al vetar ésta las resoluciones anti-sirias patrocinadas por las principales potencias occidentales en el Consejo de Seguridad de la Organización de Naciones Unidas (ONU), algunas veces también secundado por China. A juicio de algunos expertos, Rusia considera además al gobierno sirio como la opción más pragmática para conseguir y continuar sus objetivos internacionales en la región. mientras que otros refieren que sencillamente, tras la experiencia de la guerra civil libia, donde las resoluciones de la ONU fueron sobrepasadas por el accionar de la OTAN, el gobierno ruso decidió proteger la soberanía siria.
Asimismo, Rusia encuentra preocupante el número de jóvenes de nacionalidad rusa que se han unido al EI, especialmente de la región de Chechenia y el Daguestán: el Servicio Federal de Seguridad ruso considera que un 8 % de los combatientes del Estado Islámico podrían ser rusos, lo cual puede representar una amenaza para las regiones con población musulmana significativa en Rusia. Enviando a este país batallones de zapadores y policía militar de Chechenia e Ingushetia, para ayudar en el desminado de Alepo y Palmira, además del cuidado de bases militares.

## Preparativos

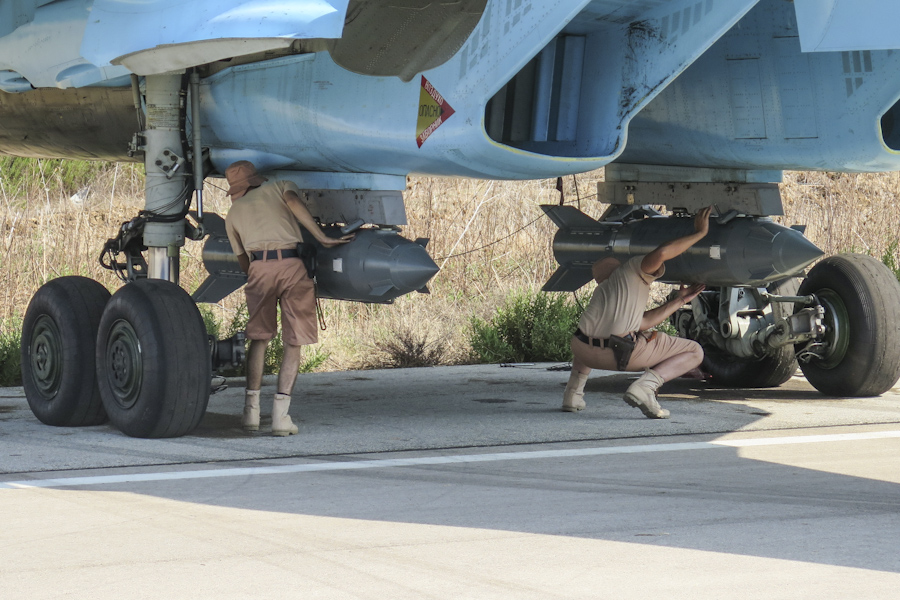
Personal militar ruso ajustando bombas KAB-500S a un avión Sukhoi Su-34 en Latakia.

A partir de marzo de 2015, Rusia inició una serie de ejercicios militares ya sea sola o en conjunto con China en las zonas del mar Negro y el Mediterráneo Oriental que perdurarían durante la primera mitad del año. También efectuaron ejercicios militares mediados de septiembre con unos 95 000 soldados y armamento sofisticado.  Además había estado haciendo simultáneamente esfuerzos diplomáticos para intentar resolver el conflicto con el menor perjuicio posible para al-Asad.

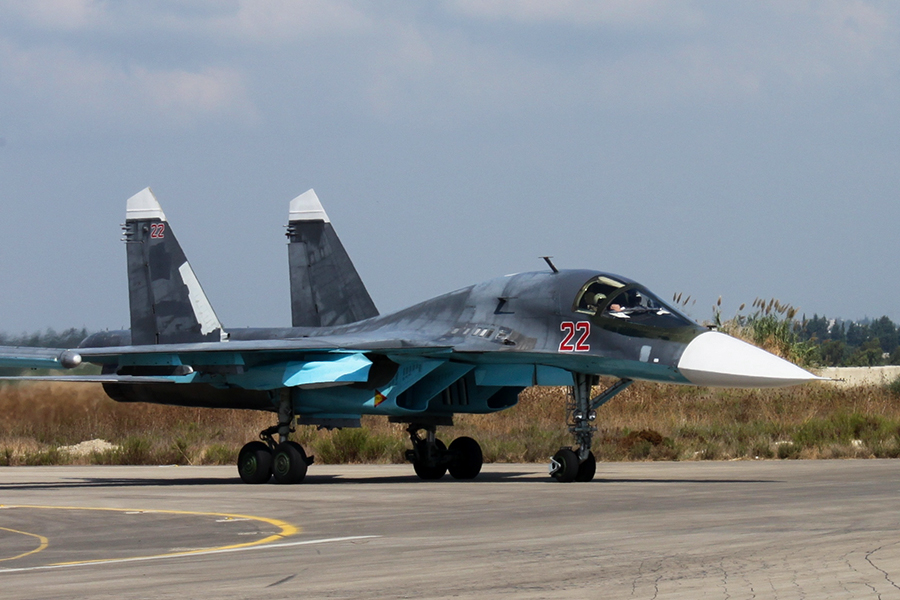
Cazabombardero ruso Sukhoi Su-34 en Siria

En agosto de 2015, imágenes satelitales estadounidenses habían detectado una presencia cada vez mayor de material armamento y personal ruso acumulándose en la base de Tartús. Si bien era sabido que una parte de este material era entregado a las Fuerzas Armadas de Siria, y que el personal ruso estaba entrenando a los sirios leales al gobierno, la cantidad de armamento no parecía justificarse como una venta de armas a Siria. Igualmente en las redes sociales, fotografías personales de militares rusos en las redes sociales señalaban su presencia cada vez mayor en Siria.
El 21 de septiembre, Irán comenzó el despliegue en tierra siria de soldados de élite de la Fuerza Quds, parte de la Guardia Revolucionaria de Irán para dirigir ataques terrestres apoyados por aviones rusos contra la oposición al presidente sirio Bashar al-Asad. Desde entonces, se les han unido milicias chiitas de Irán e Irak.
Según el presidente Putin, ya se habían realizado misiones previas de reconocimiento aéreo y espacial como parte de una preparación minuciosa de las operaciones. El 28 de septiembre, Putin había declarado ante las Naciones Unidas que solo el ejército sirio de al-Asad y los kurdos luchaban realmente contra el Estado Islámico, y acusó a países de Occidente de apoyar a grupos extremistas que ocasionaban el caos. Asimismo, propuso una coalición antiterrorista internacional.
Finalmente, a fines de septiembre, Rusia, Irak, Siria e Irán estableció en Bagdad un centro de inteligencia compartida, con la finalidad de compartir entre las cuatro naciones información relacionada con el Estado Islámico. Se estableció un estado mayor especial para coordinar las misiones y distribuir las regiones de Siria y los objetivos de los ataques entre fuerzas aéreas sirias y rusas. Los objetivos se definirían para luego distribuirse a través del estado mayor especial entre las fuerzas aéreas de Rusia y Siria.

## Arsenal ruso
Hasta el 25 de noviembre de 2015, se había detectado la presencia del siguiente armamento en las bases rusas en Siria:

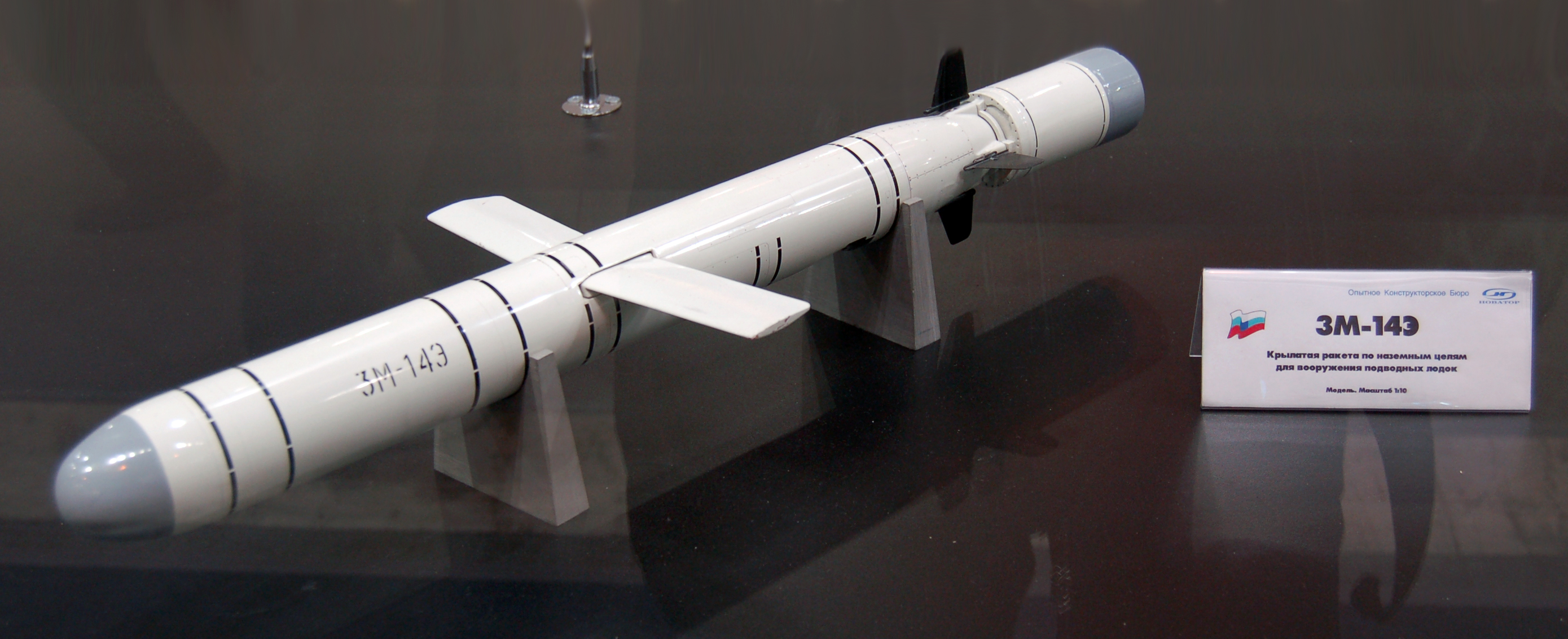
Modelo en exposición de un misil 3M-14 como los utilizados por Rusia en la guerra civil siria

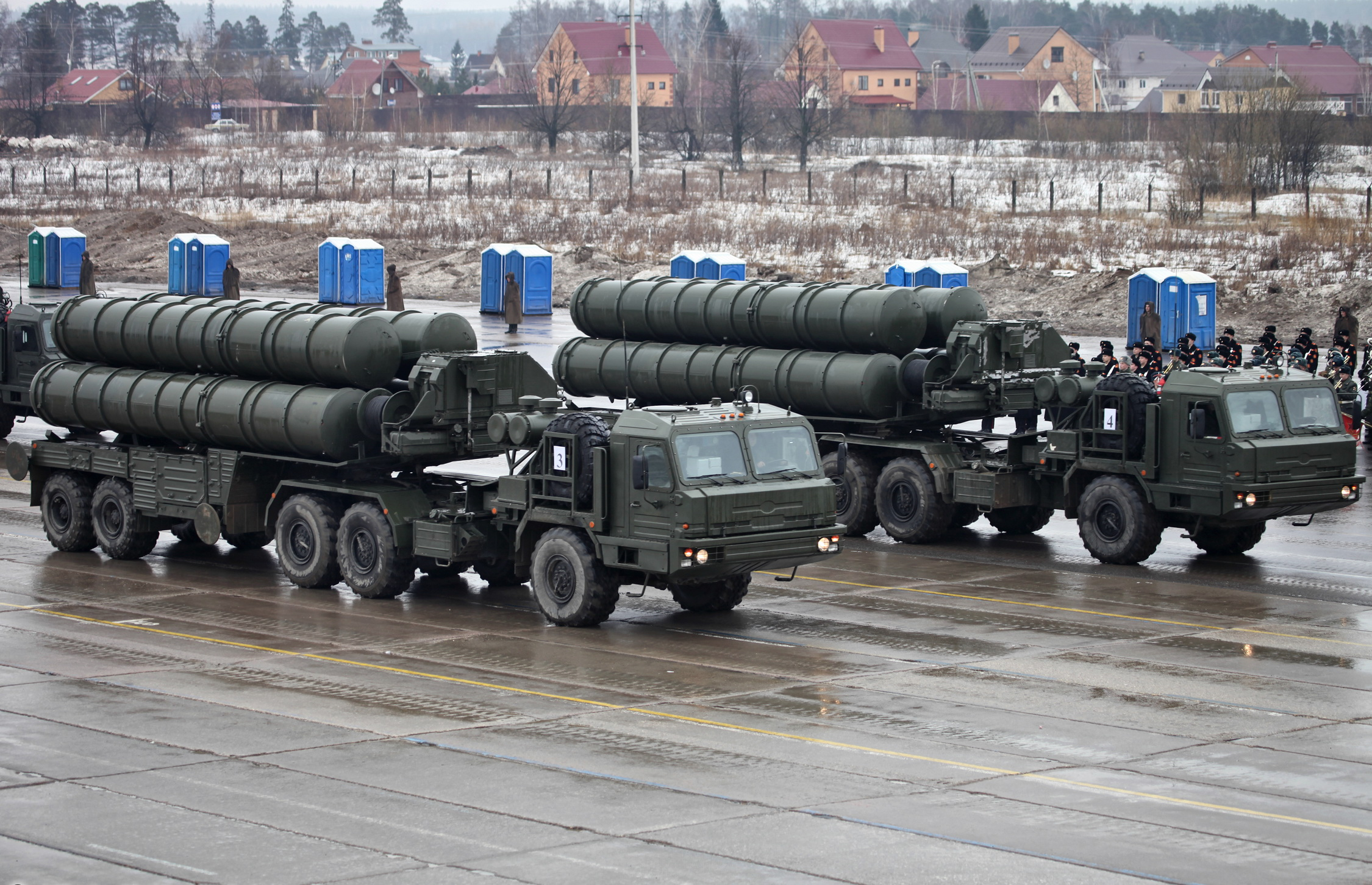
Sistemas antimisiles S-400, como los enviados a Siria tras el derribo de un Su-24 el 24 de noviembre de 2015.

- Municiones merodeadoras ZALA Lancet de la firma ZALA Aero.[84]
- 12 aviones Su-25
- 12 aviones bombarderos Su-24M2
- 12 bombarderos Tu-22M
- 4 cazas Su-30SM
- 6 aviones Su-34
- Varios aviones Su-27
- Un avión de reconocimiento Il-20
- Varios helicópteros de ataque Mi-24 de un total de 16
- Varios helicópteros de transporte y combate Mi-8AMTSh de un total de 16
- Varios aviones Tu-154 y Tu-155, Il-76, An-124, Su-27, Tu-160 y Tu-95
- 9 tanques T-90
- 3 sistemas antiaéreos Pantsir-S1
- Al menos 2 sistemas de misiles de defensa aérea S-400
- Un número indeterminado de drones de reconocimiento
- Un crucero clase Slava Moskva
- Un buque de reconocimiento y espionaje SSV-231 Vasily Nikitich Tatishchev
- Al menos 1 submarino clase Kilo Rostov del Don
- Varios buques lanzamisiles de la Flota del Mar Negro y la Flotilla del Caspio, dotados de misiles 3M-14

De acuerdo a la inteligencia estadounidense, habría hasta 2000 efectivos rusos desplegados en Siria en el momento de iniciar las operaciones. Esta cifra se habría duplicado para noviembre.

## Acciones militares

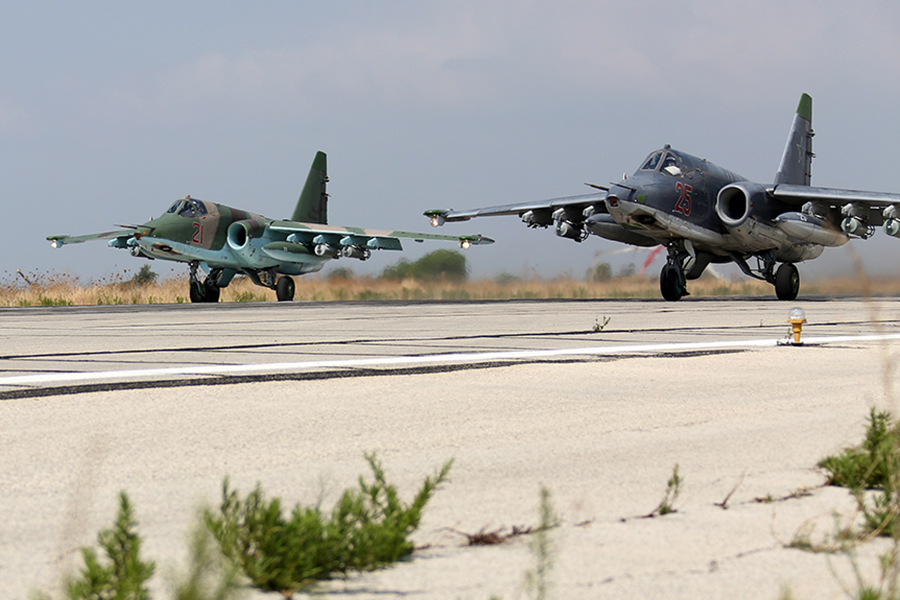
Dos aviones rusos Sukhoi Su-25 despegan de su base en Latakia, Siria, en octubre de 2015.

Los primeros ataques aéreos rusos se llevaron a cabo horas después de que el Consejo de la Federación Rusa autorizase el uso de la fuerza el 30 de septiembre: aviones de combate y helicópteros artillados rusos atacaron los alrededores de la ciudad de Homs, especialmente la localidad de Rastan. Minutos antes de los bombardeos, Rusia advirtió sobre los mismos a las fuerzas de la OTAN y de Israel, para evitar posibles colisiones o enfrentamientos accidentales con los aparatos rusos.
Posteriormente, en la madrugada del 1 de octubre, los ataques continuaron en áreas rurales de la localidad de Yisr al-Shugur y regiones de las provincias de Idlib y Hama como parte de un plan para ir preparando terreno para la ofensiva de las fuerzas de al-Asad.
Otros ataques rusos ocurrieron el 2 de octubre en los suburbios de Raqqa y la base aérea de Tabqa. así como un campamento terrorista en Maaret al-Nuuman, (Idlib) el 3 de octubre, golpeando además a varios centros de mando en la ciudad de Yisr al-Shugur y la región de Jabal al-Zawiya, donde hubo varios muertos. Asimismo, Rusia atacó un escondite, varios vehículos y equipo bélico de Estado Islámico en Palmira, tomada por los yihadistas. El día 4 también se destruyó un puesto de mando del EI en la provincia de Latakia. y posteriores bombardeos el 5 de octubre abatieron a diecinueve miembros de Estado Islámico en la provincia de Al Raqa y en Palmira e inmediaciones.
El 7 de octubre, buques de guerra rusos lanzaron 26 misiles contra 11 objetivos de Estado Islámico en Siria desde navíos en las aguas del mar Caspio, a 1500 km de sus objetivos.
Al mismo tiempo se efectuaron 22 incursiones aéreas, destruyendo al menos 27 objetivos. Durante los tres días siguientes Rusia incrementaría la presión con 60 misiones diarias, alcanzando la marca de 67 misiones el 9 de octubre, misma que superaría para el día 13 con 88 misiones y 86 bombardeos contra posiciones de Estado Islámico. El día 14, Abu Bakr al-Shishani, líder checheno de Ahrar al-Sham, fue abatido en Homs por el bombardeo ruso. El 15 de octubre los bombardeos rusos alcanzaron objetivos en Talbiseh y Teir Malla. Debido al inicio de una ofensiva terrestre de fuerzas sirias leales a al-Asad ese mismo día, la aviación rusa redujo su ritmo de ataques.
Sin embargo, a partir del 17 y 18 de octubre, los bombardeos rusos se volvieron a incrementar, con 39 misiones atacando 51 objetivos; además de otras 33 misiones contra 49 objetivos para el lunes 19; 60 bombardeos en 55 misiones el martes 20, y 83 objetivos en 46 misiones el 21 de octubre.
Rusia reportó el 22 de octubre haber destruido rutas de suministro utilizadas por el Estado Islámico entre Siria e Irak, haciendo volar un puente sobre el Éufrates mediante la continuación de bombardeos aéreos.
Durante los tres siguientes días el número de ataques rusos se mantuvo en un promedio de 100 objetivos diarios en las provincias de Damasco, Latakia, Hama, Homs, Alepo y Deir ez-Zor. Dichos ataques incluyeron dos convoyes de vehículos el 25 de octubre, que cargaban municiones y combustible. Los servicios de inteligencia rusa, al notar que los yihadistas transportaban suministros de noche, decidieron dirigir la atención de la fuerza aérea a las carreteras cercanas a dónde hubiese importante resistencia yihaidista.
El 28 de octubre, las operaciones rusas alcanzaron la mayor intensidad alcanzada desde su inicio, bombardeando 118 objetivos en 24 horas. Los objetivos incluyendo puestos de mando y depósitos de municiones en manos de los yihadistas.
El 2 de noviembre Rusia confirmó haber iniciado bombardeos en la ciudad de Palmira, en manos del Estado Islámico, además de haber atacado 237 blancos en Siria en los dos días anteriores.
El Ministerio de Defensa de Rusia reportó el día 9 la realización de 137 vuelos en Siria en los tres días anteriores, atacando 448 instalaciones de infraestructura. Explicando el descenso relativo de misiones de ataque, el Ministerio de Defensa de Rusia dijo que se debió a la necesidad de realizar misiones adicionales de reconocimiento de los datos recibidos por la inteligencia militar siria desde el centro informativo de la operación con sede en Bagdad.
El 17 de noviembre, de acuerdo a fuentes rusas, Francia y Rusia acordaron coordinar sus ataques en Siria. Rusia atacó objetivos del Estado Islámico en las provincias de Raqqa y Deir ez-Zor. El 20 de noviembre, Rusia recurrió nuevamente a bombardeos desde la flotilla del Caspio, lanzando 18 misiles de crucero contra seis objetivos de Daesh en las gobernaciones de Raqqa, Idleb y Aleppo.
El 22 y 23 de noviembre, un total de 141 misiones aéreas rusas atacaron en las zonas de Alepo, Damasco, Idlib, Latakia, Hama, Raqqa, Homs y Deir al-Zor, destruyendo varios centros de almacenamiento y distribución de petróleo en poder del Estado Islámico. La contundencia de las operaciones rusas llevó al Gobierno de Irak a cerrar sus aeropuertos de Erbil y Sulaimaniya.

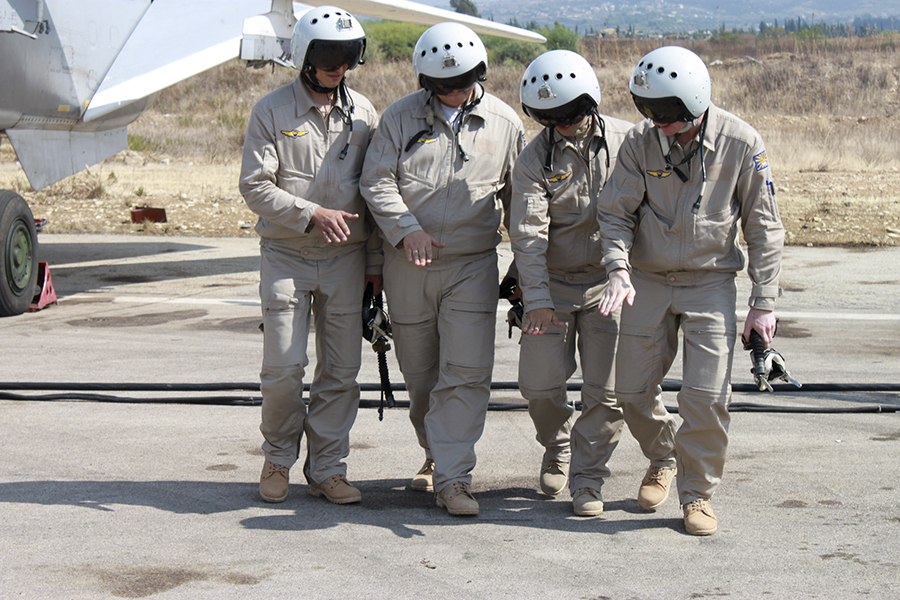
Pilotos rusos estacionados en Siria en octubre de 2015 planificando una maniobra

El 8 de diciembre, por primera vez en el conflicto, Rusia lanzó varios misiles contra blancos terroristas en la gobernación siria de Raqqa. Entre los objetivos alcanzados se encontraban arsenales y una instalación petrolera en manos del Estado Islámico. En los tres días anteriores, la fuerza aérea rusa habría atacado 600 objetivos en Siria en 300 misiones de vuelo de acuerdo al Ministerio de Defensa ruso. Asimismo, Rusia puso en funcionamiento los aeropuertos de Shairat, en la provincia de Homs, y Al Tayas, en Palmira, en territorio sirio para abastecimiento de los aeroplanos rusos empleados en operaciones en Siria.
El 25 de diciembre, el Estado Mayor ruso informó que desde el inicio de las operaciones aéreas sobre Siria el 30 de septiembre de ese mismo año, la aviación rusa había realizado 5240 misiones, siendo 145 de éstas vuelos de larga distancia. De acuerdo al Ministerio de Defensa ruso, en un mes la fuerza aérea de Rusia país había atacado 1623 objetivoss en 1391 misiones de vuelo, incluyendo 51 campos de entrenamiento y 131 depósitos de municiones.
Entre los días 28 y 29 de diciembre, las fuerzas rusas realizaron 121 vuelos de combate y bombardearon 424 objetivos en las provincias sirias de Alepo, Idlib, Latakia, Hama, Homs, Damasco, Raqqa, Deraa y Deir Ezzor. Entre los blancos bombardeados estaba un edificio en las afueras de Raqqa, tras haberse informado a los bombarderos que se celebraba allí una reunión de jefes de Daesh.
El 9 de enero de 2016 se reportó que bombardeos efectuados al norte de Siria, en la ciudad de Maarat al Nuaman bajo control del Frente al Nusra, provocaron la muerte de casi 40 personas en su mayoría combatientes enemigos.
El 1 de agosto de 2016 un helicóptero ruso Mi 8 que venía de dejar ayuda humanitaria de Alepo, fue derribado supuestamente por rebeldes sirios en la provincia de Idlib matando así a sus cinco integrantes militares, dos oficiales y tres soldados.
El 2 de marzo de 2017 la ciudad siria de Palmira fue finalmente liberada gracias a la participación de tropas sirias y rusas con la destacada participación de la aviación y fuerzas especiales rusas, en esta batalla se tuvo que lamentar la herida del Mayor General ruso Petr Milyukhin quien fue el responsable ruso de dirigir las operaciones militar rusas, la causa de la herida fue la detonación de una mina que lo afecto gravemente, luego de pisar dicha mina que lo hirió gravemente, el general ruso fue trasladado de urgencia a un hospital en Moscú, Rusia.
De acuerdo al Observatorio Sirio de Derechos Humanos —opositor al gobierno y con base en Londres—, hacia fines de enero de 2016, los ataques aéreos de Rusia habrían causado en Siria un total de 3578 muertos, 1380 de ellos civiles. Por su parte, Amnistía Internacional había arrojado en diciembre de año anterior una cifra de 200 civiles muertos.

## Derribo del Su-24 ruso por las fuerzas turcas
El 24 de noviembre de 2015 las fuerzas de seguridad de Turquía derribaron un Su-24 ruso que volaba como parte de las operaciones rusas. Según el gobierno turco, el Su-24 habría violado espacio aéreo de Turquía. Sin embargo, Rusia afirmó jamás haber entrado a espacio prohibido. Además un helicóptero Mi-8 fue posteriormente derribado por fuerzas rebeldes sirias al intentarse una operación de rescate de los pilotos del Su-24 con la consecuente muerte de un soldado ruso. Aunque las fuerzas del Ejército Libre Sirio dijeron tener en su poder al segundo piloto, informes posteriores revelaron su recuperación y retorno a la base rusa en Latakia gracias al trabajo de fuerzas especiales sirias y rusas.
El derribo del Su-24, impulsó a los rusos a operar de allí en delante sus misiones de bombardeo escoltados con cazas así como el emplazamiento de sistemas de misiles antiaéreos en el norte de Siria para garantizar la seguridad de sus aviones. Rusia considera una violación de normas de guerra el haber matado a uno de sus pilotos cuando éste saltaba en paracaídas, por lo que a partir de esa fecha intensificó sus bombardeos en la zona donde cayó el avión (en territorio sirio, cerca de la frontera con Turquía) como represalia por la muerte del piloto.

## Ataque a la base aérea T4
El Estado Islámico y la agencia estadounidense Stratfor anunciaron que el ISIS atacó la semana pasada una base aérea de importancia estratégica en el centro de Siria el pasado 17 de mayo conocida como T4, una de las más importantes de Siria. y destruyeron varios de sus helicópteros. En particular, cuatro helicópteros de ataque rusos MI-24 parecen haber sido destruidos, apunta la agencia, además esta destaca que la parte noreste del aeropuerto, donde se concentra el uso de helicópteros, sufrió daños considerables, y además hubo veinte camiones que fueron alcanzados por el fuego de artillería. La base T4 alberga dos escuadrones de aviones de combate, compuestos por cazas Sukhoi Su-22 y el otro por Su-20, que han estado efectuando misiones como la que recientemente acabó con la recuperación de Palmira de manos del EI. Rusia expreso que los vehículos y equipos aéreos quemados, además de los abundantes cráteres de impactos de proyectiles, llevan ahí desde hace meses y han sido causados durante los intensos combates desarrollados en este aeródromo entre las fuerzas del Gobierno sirio y milicianos de grupos terroristas.

## Ataque al Aeródromo de Jmeimim
El 31 de diciembre de 2017 un grupo de rebeldes (sin conocer exactamente que tipo de agrupación) atacó el aeródromo de Jmeimim. Rusia admitió el ataque y que dos militares rusos perdieron la vida en ellos, pero negó la pérdida de material bélico en la que el periódico ruso Kommersant había reportado que 10 personas resultaron heridas y que al menos siete aviones de combate apostados en el aeródromo de Jmeimim fueron destruidos. Entre los aparatos perdidos habría cuatro bombarderos Su-24, dos modernos cazas Su-35S y un transporte An-72, según relataron fuentes militares al periódico. Además Rusia también desmintió que como indica el periódico ruso Kommersant que los morteros de los atacantes hicieron estallar un depósito de municiones.
Luego del ataque salieron a la luz archivos no confirmados de fuentes que muestran a aviones rusos dañados.
No está claro cuál grupo pudo haber sido responsable del ataque, aunque a unos 50 kilómetros de la base de Jmeimim se encuentra una extensa área ocupada por una coalición de rebeldes levantados contra el régimen sirio. Entre estos figuran combatientes del Ejército Libre Sirio, de los islamistas de Ahrar al Sham y otros grupos militantes armados. No se descartaba que pudiera haberse tratado de unidades del ISIS.

## Influencia de las operaciones en el curso de la guerra

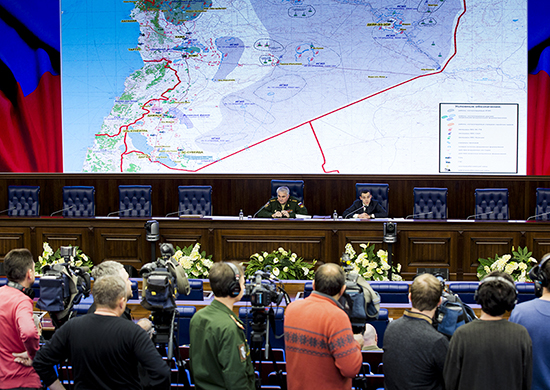
Briefing el 16 de octubre de 2015 sobre el curso de las operaciones en Siria dado para la prensa y agregados militares extranjeros por parte del jefe adjunto del Estado Mayor General de las Fuerzas Armadas de la Federación de Rusia, coronel general Andréi Valérievich Kartopólov.

El inicio de los bombardeos permitió al gobierno sirio pasar a la ofensiva en tierra desde el 30 de septiembre y abrirse paso contra grupos rebeldes en las provincias de Idlib, Latakia y Hama. La intervención rusa levantó la moral de las fuerzas leales a al-Asad, sin embargo su avance fue inicialmente muy lento a pesar del apoyo recibido. Según el Estado Mayor ruso este avance del ejército sirio sería de alrededor de 50 ciudades y territorio de unos 350 kilómetros cuadrados liberados del control del Estado Islámico. El ejército sirio también habría logrado arrebatar a otros grupos las colinas cercanas del Sukayk, en Hama, que abren el camino hacia Jan Sheijun, una ciudad clave en tanto está ubicada sobre la carretera internacional Damasco-Alepo. También se anunció que el 4 de noviembre ejército sirio logró recuperar totalmente el control de la ruta que conecta Alepo con el sur, centro y oeste de Siria. El 9 de noviembre, con el apoyo de la aviación rusa, tomó el control de la localidad de Gmam, en el norte de Latakia. y, con ayuda iraní, logró romper el cerco que durante dos años el Estado Islámico mantuvo sobre el aeropuerto Kueires de la ciudad de Alepo. Fuerzas leales al presidente Bashar al Asad tomaron el 23 de noviembre las ciudades de Maheen y Hawareen, al este de la carretera que enlaza Damasco con los bastiones del gobierno en la costa, informó el OSDH, acercándose así a la localidad de Al Qaryatain, la última antes de llegar a Palmira, en poder del Estado Islámico. En febrero, con ayuda aérea propia y rusa, el ejército leal a Al-Asad inició una ofensiva con miras a expulsar a los rebeldes de Alepo. Para el 9 de febrero la ofensiva cobró intensidad y el cerco sobre esa ciudad estaba casi completo, estando al punto de desmoronamiento la defensa rebelde de la ciudad, siendo la intención del gobierno de recuperar la ciudad y llegar hasta la frontera con Turquía.
Asimismo, como los bombardeos rusos afectaron primero a otros grupos insurgentes, esto permitió al Estado Islámico avanzar hacia Alepo en el este de Siria y desplazar a organizaciones rivales atacadas por los rusos. Como resultado el general de la Guardia Revolucionaria de Irán, Hussein al Hamadani, quien realizaba misiones de asesoría en Alepo, fue asesinado en las inmediaciones del aeropuerto de la ciudad. Por otra parte, la intervención armada rusa habría forzado a los yihadistas a cambiar de táctica dispersando sus fuerzas e incrementando su enmascaramiento entre la población.
Además la intervención rusa reforzó inicialmente el suministro de equipo bélico por parte de Estados Unidos a grupos rebeldes afines, así como una mayor intervención por parte de fuerzas de la OTAN y sus aliados árabes.
El 11 de septiembre, el gobierno ruso detuvo a un número aún indeterminado de personas en relación con un frustrado ataque terrorista en Moscú. Por su parte, insurgentes opositores al gobierno lanzaron el 13 de octubre dos proyectiles explosivos contra la embajada rusa en la capital siria, Damasco, uno de los cuales impactó contra el edificio. Por otra parte el Frente al Nusra, llamó a los yihadistas del Cáucaso a ayudar a Siria atacando a Rusia. 
Funcionarios de defensa rusos y estadounidenses firmaron el 20 de octubre un acuerdo que establece protocolos para evitar incidentes con sus respectivos aviones sobre el cielo de Siria. Además, el día 23, ministros de Relaciones Exteriores de Rusia, Estados Unidos, Arabia Saudita y Turquía sostuvieron en Viena conversaciones sobre la guerra en Siria, que continuaron el día 29 del mismo mes con la inclusión de Irán, siempre con posiciones antagónicas sobre el futuro del gobierno en Siria y que terminó sin ningún resultado. Asimismo, en la tarde del día 23 el ministro ruso Exteriores Serguéi Lavrov afirmó en reunión con su similar jordano, Naser Judeh, que Rusia y Jordania acordaron coordinar operaciones militares en Siria.
De acuerdo a la organización internacional Human Rights Watch (HRW), el grupo terrorista Jaish al-Islam, que combate al gobierno de al-Asad en la ciudad de Guta, habría dispuesto jaulas con prisioneros y civiles —en su mayoría alauíes y militares leales al gobierno— a lo largo de esa ciudad como escudo humano contra los bombardeos rusos.
Las operaciones de Rusia asimismo ayudaron a intensificar el éxodo masivo de refugiados de Siria, de los cuales hay 2.5 millones tan sólo en Turquía.

### Vuelo 9268 de Kogalymavia
El 31 de octubre de 2015, un Airbus A321 con 217 pasajeros y siete tripulantes a bordo se estrelló en la península del Sinaí, en Egipto, sin haber sobrevivientes. Este vuelo era un vuelo chárter turístico de la empresa rusa Kogalymavia e iba rumbo a San Petersburgo en Rusia. El brazo egipcio del Estado Islámico se adjudicó este hecho como represalia por los bombardeos rusos en Siria, lo cual se tomó al principio con cautela entre la comunidad internacional previo a las investigaciones. Sin embargo, Rusia confirmó el 17 de noviembre de 2015 que la causa de la caída del avión fue una bomba casera colocada en el aparato y que estalló poco después del despegue. Vladímir Putin aseguró sin embargo que las operaciones en Siria, no sólo continuarían, sino que se intensificarían, afirmando que los responsables serían castigados.
El 27 de noviembre se reportó que el Estado Islámico habría evacuado sus bases en Al Mayadín, un objetivo frecuente de los bombardeos tanto rusos como sirios, este de la provincia Deir al-Zor, debido a los mismos. Según el OSDH, los yihadistas se trasladaron a casas en la población, de las que el EI se había apoderado hace tiempo, medida similar a la adoptada por el mismo EI en Al Raqa, donde los ataques aéreos rusos y de la coalición internacional se habían intensificado en las últimas semanas tras los atentados de París de noviembre de 2015, que se adjudicaron los terroristas.

### Accidente del Tu-154 en el mar Negro
El 25 de diciembre de 2016 un avión militar ruso, un Tupolev Tu-154 que había despegado de Rusia dirigido a una base militar en Siria, cayó en el mar Negro con 92 personas, entre los fallecidos se incluyen ocho miembros de la tripulación, ocho militares, 64 miembros del Coro, dos responsables civiles, un miembro de una organización humanitaria internacional y periodistas

### Accidente del Antonov An-26
El 6 de marzo de 2018 se estrelló en Latakia, al noroeste de Siria, un Antónov-26 de transporte militar. Los 39 ocupantes que viajaban a bordo, todos ellos militares y de ellos seis miembros de la tripulación, perecieron en el accidente, que se produjo cuando iban a tomar tierra, según el Ministerio de Defensa ruso, a tan sólo 500 metros de la pista de la base aérea rusa de Hmeimim. El ministerio de Defensa ruso dijo que no se trató de un derribo, ni que tampoco fue blanco de disparos y que su accidente esta bajo investigación. Se ha abierto una investigación criminal por posibles negligencias.

### Derribo del Ilyushin Il-20 perteneciente a la Fuerza Aérea Rusa
El 17 de septiembre de 2018 un avión de reconocimiento ruso Ilyushin Il-20 fue derribado por las defensas antiaéreas sirias S-200 por error mientras estas disparaban a aviones cazas israelíes F-16 que estaban atacando la región siria de Latakia. Este avión de reconocimiento estaba sobrevolando el mar Mediterráneo (a 35 km de la costa siria) y se disponía a regresar a la base rusa de Jmeimim y se encontraba a 35 kilómetros de la costa siria. Cayó abatido en medio de los disparos antiaéreos y según Rusia fue utilizado como escudo por las naves aéreas israelíes que bombardeaban la zona mientras la fragata francesa Auvergne también lo hacia. Además Moscú acusó a Israel de no haber avisado sobre el ataque a Latakia. En el accidente del avión ruso murieron 15 soldados rusos que viajaban a bordo.

## Bajas civiles y militares
Desde que el 30 de septiembre de 2015, a solicitud del presidente de Siria, Bashar Asad, Rusia comenzará a atacar objetivos terroristas en este territorio, varios militares rusos cayeron abatidos en el cumplimiento de misiones de combate.

### 2016
El 8 de diciembre, a raíz del inicio de la contraofensiva de Daesh (grupo terrorista autoproclamado Estado Islámico, prohibido en Rusia y otros países) en Palmira, cayó el comandante del batallón de desembarco y asalto, mayor Sanal Sanchírov.
El 7 de diciembre se informó que un asesor militar ruso, coronel Ruslán Galitski, falleció a raíz de un ataque artillero contra uno de los barrios residenciales de Alepo. Los médicos lucharon durante varios días por la vida del oficial, que formaba parte del grupo de asesores que cumplen misiones en Siria, sin embargo, no pudieron salvarlo.
El 5 de diciembre se dio a conocer que dos médicas rusas murieron en un ataque contra un hospital de campaña ruso en Alepo. Además, fueron heridos otros militares y algunos civiles que se encontraban en el centro.
El 1 de agosto un helicóptero ruso Mi-8, que realizaba una misión humanitaria, fue derribado en la provincia siria de Idlib. Tres miembros de la tripulación y dos oficiales del Centro ruso para la Reconciliación se encontraban a bordo. Según información oficial del Ministerio ruso de Defensa, todos murieron al intentar alejar el aparato de las zonas habitadas para minimizar las bajas en tierra.
El 22 de julio se dio a conocer que el soldado ruso Nikita Shevchenko fue asesinado en la provincia siria de Alepo cuando acompañaba a una caravana de vehículos del centro ruso para la reconciliación en Siria que trasladaba alimentos y agua para los habitantes locales. En la entrada a una localidad cerca del automóvil en el que iba detonó un explosivo colocado por los extremistas.
El 8 de julio dos pilotos rusos, el coronel Riafagat Jabibulin y el teniente Evgueni Dolguin, murieron a bordo de un helicóptero Mi-25 que fue alcanzado por un proyectil disparado desde tierra. La tragedia se produjo en la gobernación de Homs, poco después de que los pilotos rusos atacaran un grupo de terroristas de Daesh (autodenominado Estado Islámico) que intentaba romper la defensa del Ejército sirio en la zona. Según el Ministerio ruso de Defensa, los bombarderos que realizaron los rusos eliminaron a un gran número de yihadistas y destruyeron un importante campamento y varios arsenales de Daesh.
El 19 de junio el Ministerio ruso de Defensa informó de la muerte del sargento Andréi Timoshenkov, un guardia militar del convoy humanitario del citado centro ruso que detuvo el vehículo de un terrorista suicida que lo hizo explotar. En mayo otro militar murió en una misión de combate en Siria, Asker Bizhóev, que recibió en su natal Kabardia-Balkaria, una condecoración póstuma del presidente ruso. En mayo murieron los militares Antón Yeriguin y Mijaíl Shirokopoyas en ataques efectuados por los extremistas en Siria.
El 12 de abril un helicóptero Mi-28N ruso se estrelló en el área de la ciudad de Homs en Siria, ambos miembros de la tripulación murieron en el siniestro.
El 24 de marzo, un portavoz de los militares rusos de la base aérea Hmeymim en Siria informó que el oficial ruso Alexander Prokhorenko había fallecido en un ataque aéreo después de proporcionar coordenadas a las Fuerzas Aéreas de Rusia sobre objetivos de Daesh en la región de Palmira.
El 1 de febrero a raíz de un ataque de mortero de los terroristas de Daesh contra una guarnición militar, donde se ubica una de las unidades del Ejército sirio, un asesor militar ruso Iván Cheremisin fue herido de muerte.
2015
El 25 de noviembre fue enterrado en el pueblo de Pialtsy en la región de Briansk otro oficial ruso fallecido en Siria, Fiódor Zhuravliov, que perdió la vida mientras guiaba misiles estratégicos de largo alcance.
El 24 de noviembre cuando el Su-24 ruso fue derribado por un F-16 turco sobre territorio sirio, murieron el piloto Oleg Peshkov —al catapultarse tras ser atacado desde tierra— y otro militar ruso que participaba en la operación de rescate del copiloto.

### 2017
El 20 de febrero murieron al menos cuatro militares rusos y otros dos resultaron heridos en Siria tras el detonamiento de una bomba al paso de su vehículo, informó el Ministerio de Defensa de Rusia, al especificar que en el vehículo viajaban asesores militares rusos. El vehículo, que formaba parte de un convoy de tropas sirias, se dirigía del aeródromo de Tiyas a la ciudad de Homs.
El 3 de enero del 2017 Rusia anuncia el fin de las operaciones del portaaviones Almirante Kuznetsov y su posterior despliegue en el ártico.
El 14 de febrero se anuncia el despliegue de policía militar de Ingushetia y el envío de varias toneladas de pertrechos y ayuda humanitaria a Deir er Zor.
El 21 de febrero se anuncia el retorno de los zapadores desplegados en Alepo.

Rusia ha movilizado batallones de apoyo, zapadores y su poderosa fuerza aérea. Además del apoyo logístico, ayuda humanitaria y pertrechos. Tras las reuniones en Astaná propuso una serie de reformas a la constitución siria, las que, según la presidenta del Parlamento sirio, Hadia Half Abás, no son vinculantes.
Las ideas y propuestas que plantearon nuestros amigos rusos deben, desde su punto de vista, ayudar a acercar las posiciones de los sirios, pero son solo ideas y propuestas (…) la discusión tiene carácter político y no supone cambios constitucionales ni legislativos, dijo Abás en una entrevista con el periódico local Al Watan.
A esto Rusia también se ha convertido en un mediador entre la comunidad internacional y Siria, así como un coordinador de las milicias intervinientes. El 20 de febrero viceministro de Exteriores de Rusia, Oleg Siromólotov, anunció que las fuerzas de Irán y las unidades armadas del movimiento libanés chií Hizbulá, que combaten en Siria del lado del presidente Bashar Asad, abandonarán el país árabe cuando termine el conflicto.
El 22 de febrero se anuncia que hasta la fecha se han probado en Siria 162 tipos de nuevas armas.
El 20 de abril Serguéi Bordov, asesor militar ruso, ha muerto durante el ataque de unos milicianos contra las fuerzas gubernamentales de Siria, informa el Ministerio de Defensa de Rusia. Las autoridades rusas aseguran que ese oficial formaba parte de un grupo de asesores militares de ese país que prepara a una unidad del Ejército sirio. Durante esa ofensiva terrorista, Bordov organizó acciones de las tropas sirias para evitar ceder terreno en la zona residencial de esos militares y falleció en el proceso.
El 31 de mayo en un intento de mejorar la economía siria, Rusia firmó un tratado para la compra de frutas y vegetales sirios.
El 16 de junio Rusia anuncia la muerte del líder de Estado Islámico Abu Bakr al-Baghdadi en un bombardeo en la provincia de Raqa el 28 de mayo. Durante los bombardeos murieron 300 islamistas y 30 líderes.
El 21 de junio la RuAF anuncia que tiene desplegados 25 aeronaves de combate: 6 Su-24s, 4 Su-25s, 4 Su-30s, 5 Su-34s and 6 Su-35s.

### Niños célebres
Una de las historias más famosas fue la de Bana Alabed, una niña de siete años que supuestamente contaba a través de Twitter los pormenores de vivir en Alepo, especialmente durante la liberación de la ciudad, bajo control hasta entonces de las milicias yihadistas, mensajes dirigidos a pedir ayuda a la comunidad internacional y críticos con Siria y Rusia. Los mensajes estaban escritos en un inglés perfecto, a pesar de que se ha alegado que la niña ni siquiera hablaba inglés. Además, la pequeña, que vivía en una región donde en teoría existía una gran carencia de electricidad y bienes básicos, publicaba por internet hasta 120 mensajes al día. A principios de 2017, Bana y su familia se trasladaron a Turquía, donde fueron recibidas por el Gobierno y los medios. Los medios rusos denunciaron el fenómeno de Bana Alabed como propaganda de guerra de la OTAN, en un intento por calumniar a Rusia y Siria y situaron el origen de la cuenta de Twitter en Reino Unido. Medios occidentales, como el New York Times, desmintieron a los medios rusos y trataron de verificar la existencia de la niña y su familia; sobre su inglés, los medios alegaron que la madre escribía muchos de los mensajes al ser profesora de inglés.
Otro fue Omran Daqneesh, el niño de cinco años que fue rescatado polvoriento y sangrando de un bombardeo en Alepo. Las imágenes causaron un gran impacto en las redes sociales y en los medios. No obstante, Moscú desmintió la información, precisando que sus aviones de la Fuerza Aeroespacial que operan en Siria nunca atacan blancos ubicados dentro de las localidades.

## Reacciones internacionales

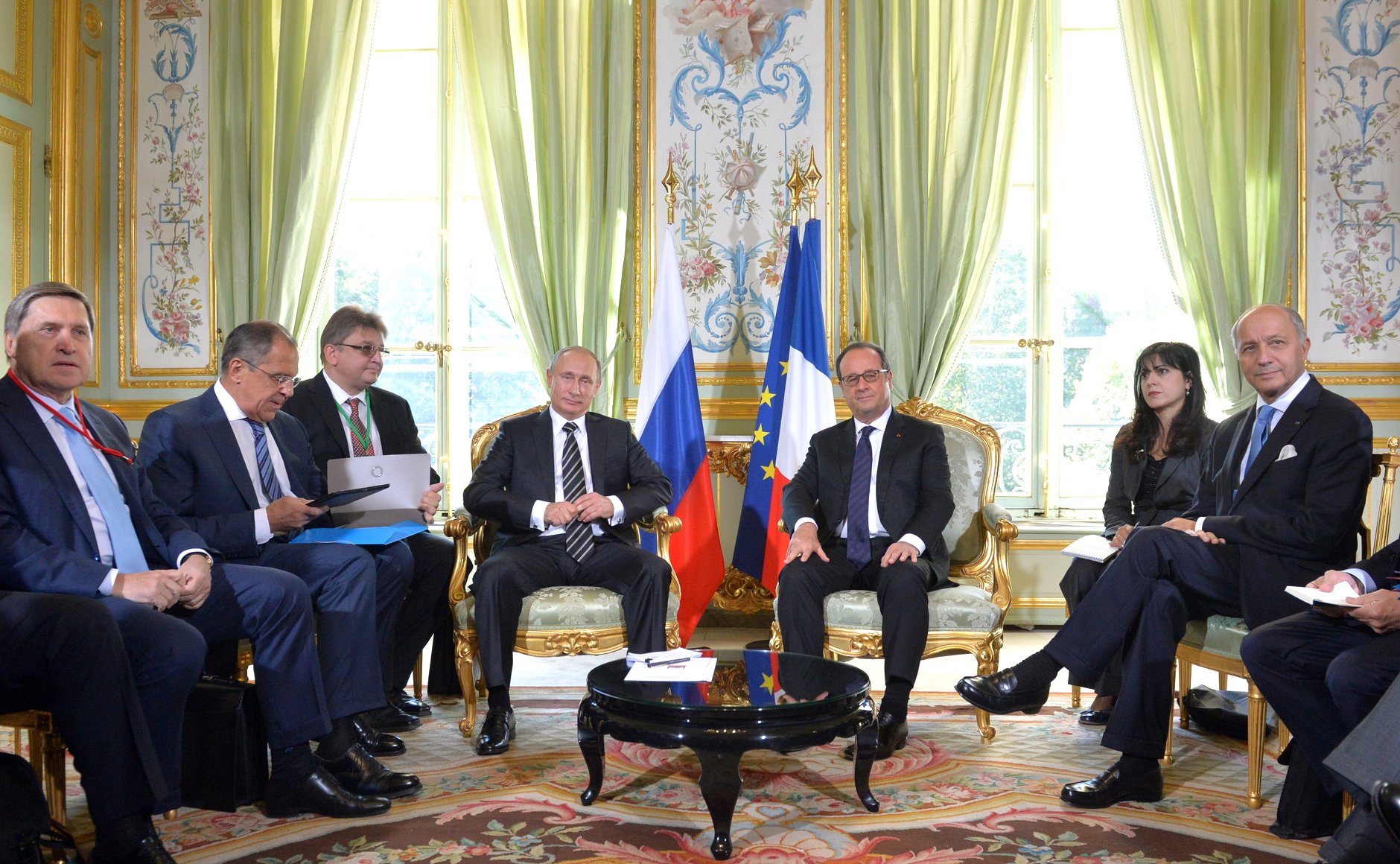
Encuentro entre el presidente de Rusia Vladímir Putin y el de Francia François Hollande en el Palacio del Elíseo (París), 2 de octubre de 2015.

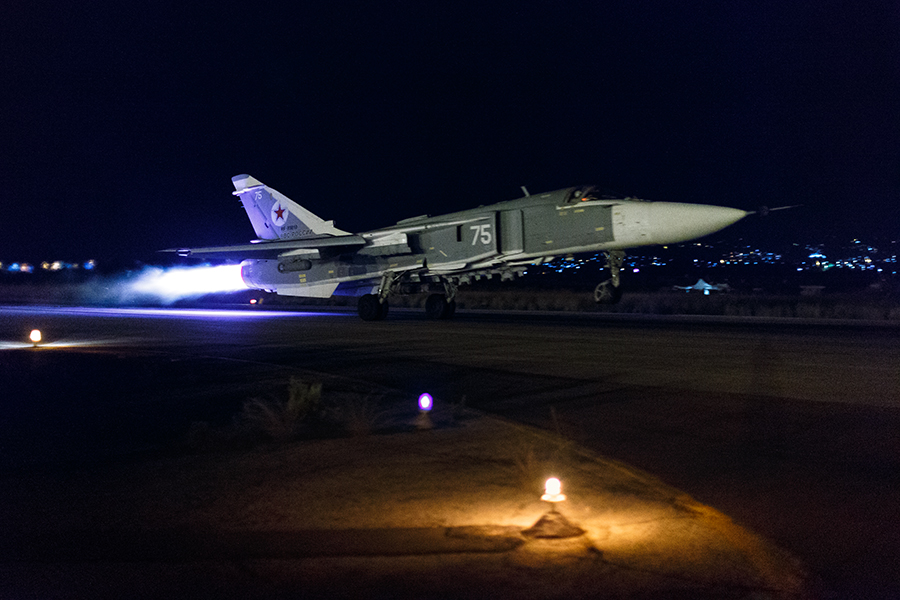
Avión ruso Sukhoi Su-24 despegando de una pista en Siria para una misión nocturna.

- Arabia Saudita — Arabia pidió detener el bombardeo ruso, pues ve la intervención de Moscú como un intento de salvar a Bashar al-Asad, cuyo liderazgo cuestiona el gobierno árabe desde 2011. El ministro saudí de Exteriores, Adel al Jubeir, declaró en la ONU que no hay futuro para al-Asad en Siria.[169]

- China — Hua Chunying, portavoz del Ministerio de Exteriores chino, dijo que «una solución política» es la única salida al conflicto sirio y reafirmó el compromiso de China con dicha solución.[170]

- EE. UU. — El presidente Barack Obama consideró las operaciones «una receta para el desastre que no hace diferencias entre el grupo Estado Islámico (EI) y la oposición moderada contra Al-Asad». Sin embargo dejó abierta la posibilidad de colaborar con Rusia si su gobierno «reconocía la necesidad de la salida de Al-Asad del poder para resolver la guerra».[171] Desde un principio, representantes de los Estados Unidos y sus aliados en la OTAN y entre los rebeldes sirios afirmaron que los ataques rusos iniciales afectaban más a la oposición afín a Occidente que al Estado Islámico.[49]

Kerry aprovechó la reunión que concluye de ministros de Exteriores de la OTAN para solicitar a los aliados más esfuerzos contra el Estado Islámico, teniendo en cuenta que los 28 miembros de esa organización colaboran en esa coalición pero no la Alianza como tal.
El secretario de Estado de Estados Unidos dijo que ha solicitado la participación de fuerzas especiales, efectivos que puedan formar a las fuerzas policiales, asistencia militar o un intercambio de información, entre otros elementos.
- Francia — El presidente francés François Hollande y su Ministro de Exteriores Laurent Fabius, declararon como bienvenida cualquier incorporación a la alianza militar en Siria, pero solo si se dirigían los ataques exclusivamente contra el Estado Islámico y con miras a una solución diplomática que contemple la salida de al-Asad del gobierno sirio.[173]

- Irak — El 7 de octubre, Haider al-Abaidi, primer ministro de Irak, dijo que daría la bienvenida a los bombardeos rusos contra el Estado Islámico. Las milicias chiitas pro-iraníes en Irak presionaron al gobierno para asociarse con Rusia.[174]

- Israel — El primer ministro de Israel, Benjamin Netanyahu, se reunió el 21 de septiembre con su similar ruso Vladímir Putin en Moscú para intentar garantizar la seguridad de Israel en caso de intervención rusa en la región y declaró que Israel y Rusia tienen intereses comunes, particularmente la estabilidad en la región.[175]

- Rusia — Vladímir Putin criticó el 22 de octubre «el doble juego de Occidente en Siria, que consistiría en decir que se lucha contra los terroristas y al mismo tiempo tratar de servirse de algunos de ellos para avanzar en la región». Putin señaló que el objetivo ruso es ayudar a al-Asad a derrotar el terrorismo.[144] Por su parte, Cirilo I, Patriarca de la Iglesia Ortodoxa Rusa, dio su apoyo a la intervención, calificándola como «guerra santa contra el terrorismo». De acuerdo a un comunicado de dicha iglesia la intervención es «conforme al derecho internacional, a la mentalidad de nuestro país y al papel particular que Rusia juega en Oriente Próximo».[176]

- Siria — Durante una visita relámpago efectuada por el presidente sirio Bashar al-Asad a Moscú el 21 de octubre, este declaró «su gratitud al pueblo ruso por favorecer la unidad e independencia de Siria y que de no ser por las acciones de Rusia, el terrorismo se habría apoderado de un territorio aun mayor».[177]

- Turquía — Las operaciones rusas en Siria han provocado serias tensiones con Turquía, no solo por la oposición abierta de este país a al-Asad, sino también porque los turcos han denunciado que las Fuerzas Armadas rusas violaron su espacio aéreo durante los bombardeos en Siria.[178]

### Organizaciones internacionales
- Unión Europea — Federica Mogherini, representante de la Unión Europea para Asuntos Exteriores y Seguridad, declaró a la prensa que la intervención rusa «cambia las reglas del juego con aspectos inquietantes.»[179]

### Rebeldes sirios
- Ejército Libre Sirio — El general Mohamad Fares, representante del Ejército Libre Sirio declaró que además de estar matando civiles, los bombardeos rusos están minando las fuerzas del Ejército Sirio Libre que combate a las fuerzas leales a al-Asad.[180]

### Organizaciones terroristas
- Estado Islámico — El Estado Islámico difundió un vídeo el 12 de noviembre amenazando con que  «...pronto, la sangre se derramará como un océano», en referencia a los bombardeos rusos.[181]

- Frente Al-Nusra — Ayman Al Zawahiri, uno de los líderes de Al Qaeda instó al Estado Islámico el 1 de noviembre a unir esfuerzos para combatir juntos contra estadounidenses, rusos, alauitas y Hezbollah.[182]